# 맥킨스생쥐꼬리박쥐
맥킨스생쥐꼬리박쥐(Rhinopoma macinnesi)는 생쥐꼬리박쥐과에 속하는 박쥐의 일종이다. 에티오피아와 케냐, 소말리아 그리고 우간다에서 발견된다. 자연 서식지는 아열대 또는 열대 기후 지역의 건조 관목 지대, 고온 사막 및 온대 사막 지역이다. 서식지 감소로 멸종 위협을 받고 있다.